# VG-lista
VG-lista — норвежский хит-парад, еженедельно публикуемый в газете VG, а также транслируемый в программе Topp 20 норвежской телерадиовещательной компании NRK. Это ведущий норвежский чарт, в котором представлены и альбомы, и синглы.
Данные собираются компанией Nielsen SoundScan International на основе продаж ста магазинов Норвегии.
Чарт синглов начинался как топ-10 на 42-й неделе 1958 года; список был расширен до 20 позиций на пятой неделе 1995 года. Альбомный чарт, начавшись с топ-20 на первой неделе 1967 года, позднее был расширен до 40 позиций.